# Micronesia ai Giochi della XXXI Olimpiade
Gli Stati Federati di Micronesia hanno partecipato ai Giochi della XXXI Olimpiade, che si sono svolti a Rio de Janeiro, Brasile, dal 5 al 21 agosto 2016, con una delegazione di cinque atleti impegnati in tre discipline: atletica leggera, nuoto e Pugilato. Portabandiera alla cerimonia di apertura è stata la pugile Jennifer Chieng. Si è trattato della quinta partecipazione di questo paese ai Giochi. Non sono state conquistate medaglie.

## Atletica
- 100 m maschili - 1 atleta (Kitson Kapiriel)
- 100 m femminili - 1 atleta (Larissa Henry)

## Nuoto
- 50 m stile libero maschili - 1 atleta (Dionisio Augustine)
- 50 m stile libero femminili - 1 atleta (Debra Daniel)

## Pugilato
- Pesi leggeri femminili - 1 atleta (Jennifer Chieng)